# Repubblica Dominicana ai Giochi della XXXII Olimpiade
La Repubblica Dominicana ha partecipato ai Giochi della XXXII Olimpiade, che si sono svolti a Tokyo, Giappone, dal 23 luglio all'8 agosto 2021 (inizialmente previsti dal 24 luglio al 9 agosto 2020 ma posticipati per la pandemia di COVID-19) con 64 atleti in 11 discipline.

## Medaglie

### Medagliere per disciplina
| Sport             | Oro | Argento | Bronzo | Totale |
| ----------------- | --- | ------- | ------ | ------ |
| Atletica leggera  | 0   | 2       | 0      | 2      |
| Baseball          | 0   | 0       | 1      | 1      |
| Sollevamento pesi | 0   | 1       | 1      | 2      |
| Totale            | 0   | 3       | 2      | 5      |

### Medaglie d'argento
| Medaglia | Nome                                                                                        | Sport             | Evento                  |
| -------- | ------------------------------------------------------------------------------------------- | ----------------- | ----------------------- |
| Argento  | Lidio Andres Feliz Marileidy Paulino Anabel Medina Ventura Alexander Ogando Luguelín Santos | Atletica leggera  | Staffetta 4×400 m mista |
| Argento  | Zacarías Bonnat                                                                             | Sollevamento pesi | 81 kg maschile          |
| Argento  | Marileidy Paulino                                                                           | Atletica leggera  | 400 m piani femminili   |

### Medaglie di bronzo
| Medaglia | Nome | Sport             | Evento          |
| -------- | --- | ----------------- | --------------- |
| Bronzo   | Darío Álvarez Gabriel Arias Jairo Asencio Luis Felipe Castillo Jumbo Díaz Junior García Jhan Mariñez Cristopher Mercedes Denyi Reyes Ramón Rosso Ángel Sánchez Raúl Valdés Roldani Baldwin Charlie Valerio José Bautista Juan Francisco Jeison Guzmán Erick Mejia Gustavo Núñez Emilio Bonifácio Melky Cabrera Johan Mieses Yefri Pérez Julio Y. Rodríguez Héctor Borg José Canó Manny García Gilbert Gómez Anderson Hernández | Baseball          | Torneo maschile |
| Bronzo   | Crismery Santana | Sollevamento pesi | 87 kg femminile |

## Delegazione
| Sport             | Uomini | Donne | Totale |
| ----------------- | ------ | ----- | ------ |
| Atletica leggera  | 4      | 2     | 6      |
| Baseball          | 24     | 0     | 24     |
| Canottaggio       | 1      | 0     | 1      |
| Equitazione       | 1      | 1     | 2      |
| Judo              | 1      | 0     | 1      |
| Nuoto             | 1      | 1     | 2      |
| Pallavolo         | 0      | 12    | 12     |
| Pugilato          | 5      | 2     | 7      |
| Sollevamento pesi | 2      | 3     | 5      |
| Taekwondo         | 2      | 1     | 3      |
| Tuffi             | 1      | 0     | 1      |
| Totale            | 42     | 22    | 64     |

## Risultati

### Atletica leggera
Eventi su pista e strada
| Atleta             | Evento          | Batteria  | Batteria  | Semifinale | Semifinale | Finale          | Finale          |
| Atleta             | Evento          | Risultato | Posizione | Risultato  | Posizione  | Risultato       | Posizione       |
| ------------------ | --------------- | --------- | --------- | ---------- | ---------- | --------------- | --------------- |
| Yancarlos Martínez | 200 m maschili  | 20"17     | 2º Q      | 20"24      | 4º Q       | Non qualificato | Non qualificato |
| Marileidy Paulino  | 400 m femminili | 50"06     | 1ª Q      | 49"38      | 1ª Q       | 49"20           |                 |

Eventi su campo
| Atleta        | Evento                 | Qualificazione | Qualificazione | Finale          | Finale          |
| Atleta        | Evento                 | Risultato      | Posizione      | Risultato       | Posizione       |
| ------------- | ---------------------- | -------------- | -------------- | --------------- | --------------- |
| Ana José Tima | Salto triplo femminile | 14,11          | 16ª            | Non qualificata | Non qualificata |

Misto
| Atleta                                                                                      | Evento  | Batteria  | Batteria  | Finale    | Finale    |
| Atleta                                                                                      | Evento  | Risultato | Posizione | Risultato | Posizione |
| ------------------------------------------------------------------------------------------- | ------- | --------- | --------- | --------- | --------- |
| Lidio Andres Feliz Marileidy Paulino Anabel Medina Ventura Alexander Ogando Luguelín Santos | 4×400 m | 3'12"74   | 2ª Q      | 3'10"21   |           |

### Baseball
| Squadra            | Torneo   | Girone               | Girone               | Girone | Round 1              | Ripescaggio 1        | Round 2              | Ripescaggio 2        | Semifinale           | Finale / FB          | Pos. |
| Squadra            | Torneo   | Avversario Punteggio | Avversario Punteggio | Pos.   | Avversario Punteggio | Avversario Punteggio | Avversario Punteggio | Avversario Punteggio | Avversario Punteggio | Avversario Punteggio | Pos. |
| ------------------ | -------- | -------------------- | -------------------- | ------ | -------------------- | -------------------- | -------------------- | -------------------- | -------------------- | -------------------- | ---- |
| Nazionale maschile | Maschile | Giappone P 3-4       | Messico V 6-4        | 2ª Q   | Corea del Sud P 3-4  | Israele V 7-6        | N.D.                 | Stati Uniti P 1-3    | N.D.                 | Corea del Sud V 10-6 |      |

### Equitazione

#### Dressage
| Atleta                | Cavallo    | Evento      | Grand Prix | Grand Prix | Grand Prix Special | Grand Prix Special | Grand Prix Freestyle | Grand Prix Freestyle | Grand Prix Freestyle | Grand Prix Freestyle |
| Atleta                | Cavallo    | Evento      | Punteggio  | Classifica | Punteggio          | Classifica         | Tecnico              | Artistico            | Totale               | Classifica           |
| --------------------- | ---------- | ----------- | ---------- | ---------- | ------------------ | ------------------ | -------------------- | -------------------- | -------------------- | -------------------- |
| Yvonne Losos de Muñiz | Aquamarijn | Individuale | 70,869     | 22ª        | N.D.               | N.D.               | Non qualificata      | Non qualificata      | Non qualificata      | Non qualificata      |

#### Salto ostacoli
| Atleta            | Cavallo  | Evento      | Qualificazione | Qualificazione | Finale          | Finale          | Jump-off        | Jump-off        |
| Atleta            | Cavallo  | Evento      | Penalità       | Pos.           | Penalità        | Pos.            | Penalità        | Pos.            |
| ----------------- | -------- | ----------- | -------------- | -------------- | --------------- | --------------- | --------------- | --------------- |
| Hector Florentino | Carnaval | Individuale | 14,00          | 60º            | Non qualificato | Non qualificato | Non qualificato | Non qualificato |

### Canottaggio
| FA   | Qualificato in finale A (per le medaglie)     |
| FB   | Qualificato in finale B (non per le medaglie) |
| FC   | Qualificato in finale C (non per le medaglie) |
| FD   | Qualificato in finale D (non per le medaglie) |
| FE   | Qualificato in finale E (non per le medaglie) |
| FF   | Qualificato in finale F (non per le medaglie) |
| SA/B | Semifinali A/B                                |
| SC/D | Semifinali C/D                                |
| SE/F | Semifinali E/F                                |
| QF   | Qualificato ai quarti di finale               |
| R    | Ripescaggio                                   |

| Atleta          | Evento           | Batteria | Batteria | Ripescaggio | Ripescaggio | Quarti | Quarti | Semifinale | Semifinale | Finale  | Finale |
| Atleta          | Evento           | Tempo    | Pos.     | Tempo       | Pos.        | Tempo  | Pos.   | Tempo      | Pos.       | Tempo   | Pos.   |
| --------------- | ---------------- | -------- | -------- | ----------- | ----------- | ------ | ------ | ---------- | ---------- | ------- | ------ |
| Ignacio Vázquez | Singolo maschile | 7'43"71  | 5º R     | 7'42"83     | 3º SE/F     | Bye    | Bye    | 7'42"80    | 1º FE      | 7'25"88 | 25º    |

### Judo
| Atleta            | Evento         | 64-esimi             | 32-esimi             | 16-esimi             | Quarti               | Semifinali           | Ripescaggio          | Finale / FB          | Pos.            |
| Atleta            | Evento         | Avversario Punteggio | Avversario Punteggio | Avversario Punteggio | Avversario Punteggio | Avversario Punteggio | Avversario Punteggio | Avversario Punteggio | Pos.            |
| ----------------- | -------------- | -------------------- | -------------------- | -------------------- | -------------------- | -------------------- | -------------------- | -------------------- | --------------- |
| Robert Florentino | 90 kg maschile | Bye                  | Nhabali P 000–012    | Non qualificato      | Non qualificato      | Non qualificato      | Non qualificato      | Non qualificato      | Non qualificato |

### Nuoto
| Atleta          | Evento                | Batterie | Batterie  | Semifinali      | Semifinali      | Finale          | Finale          |
| Atleta          | Evento                | Tempo    | Posizione | Tempo           | Posizione       | Tempo           | Posizione       |
| --------------- | --------------------- | -------- | --------- | --------------- | --------------- | --------------- | --------------- |
| Josué Domínguez | 100 m rana maschili   | 1'01"86  | 39º       | Non qualificato | Non qualificato | Non qualificato | Non qualificato |
| Josué Domínguez | 200 m rana maschili   | 2'17"34  | 34º       | Non qualificato | Non qualificato | Non qualificato | Non qualificato |
| Krystal Lara    | 100 m dorso femminili | 1'03"07  | 35ª       | Non qualificata | Non qualificata | Non qualificata | Non qualificata |
| Krystal Lara    | 200 m dorso femminili | 2'18"63  | 27ª       | Non qualificata | Non qualificata | Non qualificata | Non qualificata |

### Pallavolo
| Squadra                            | Torneo    | Girone               | Girone               | Girone               | Girone               | Girone               | Girone | Quarti               | Semifinali           | Finale / FB          | Pos.            |
| Squadra                            | Torneo    | Avversario Punteggio | Avversario Punteggio | Avversario Punteggio | Avversario Punteggio | Avversario Punteggio | Pos.   | Avversario Punteggio | Avversario Punteggio | Avversario Punteggio | Pos.            |
| ---------------------------------- | --------- | -------------------- | -------------------- | -------------------- | -------------------- | -------------------- | ------ | -------------------- | -------------------- | -------------------- | --------------- |
| Nazionale femminile (Convocazioni) | Femminile | Serbia P 0–3         | Brasile P 2-3        | Corea del Sud P 2-3  | Kenya V 3–0          | Giappone V 3-1       | 4ª Q   | Stati Uniti P 0-3    | Non qualificata      | Non qualificata      | Non qualificata |

### Pugilato
| Atleta               | Evento                | 32-esimi             | 16-esimi             | Quarti               | Semifinali           | Finale               | Pos.            |
| Atleta               | Evento                | Avversario Punteggio | Avversario Punteggio | Avversario Punteggio | Avversario Punteggio | Avversario Punteggio | Pos.            |
| -------------------- | --------------------- | -------------------- | -------------------- | -------------------- | -------------------- | -------------------- | --------------- |
| Rodrigo Marte        | Pesi mosca maschile   | Tetteh P 2-3         | Non qualificato      | Non qualificato      | Non qualificato      | Non qualificato      | Non qualificato |
| Alexy de la Cruz     | Pesi piuma maschile   | Allicock V 5-0       | Batyrgaziev P 0-5    | Non qualificato      | Non qualificato      | Non qualificato      | Non qualificato |
| Rohan Polanco        | Pesi welter maschile  | Bye                  | Baturov P 1–4        | Non qualificato      | Non qualificato      | Non qualificato      | Non qualificato |
| Leonel de los Santos | Pesi leggeri maschile | Usmonov P 1–4        | Non qualificato      | Non qualificato      | Non qualificato      | Non qualificato      | Non qualificato |
| Euri Cedeño          | Pesi medi maschile    | Sella V RSC          | Verón V 3-2          | Chyžnjak P 1-4       | Non qualificato      | Non qualificato      | Non qualificato |
| Miguelina Hernández  | Pesi mosca femminile  | Kom P 1–4            | Non qualificata      | Non qualificata      | Non qualificata      | Non qualificata      | Non qualificata |
| María Moronta        | Pesi welter femminile | Bye                  | Da Silva V 5-0       | Jones P 0–4          | Non qualificata      | Non qualificata      | Non qualificata |

### Sollevamento pesi
| Atleta           | Evento           | Strappo   | Strappo    | Slancio   | Slancio    | Totale | Classifica |
| Atleta           | Evento           | Risultato | Classifica | Risultato | Classifica | Totale | Classifica |
| ---------------- | ---------------- | --------- | ---------- | --------- | ---------- | ------ | ---------- |
| Luis García      | 61 kg maschile   | 120       | 11º        | 154       | 8º         | 274    | 8º         |
| Zacarías Bonnat  | 81 kg maschile   | 163       | 6º         | 204       | 2º         | 367    |            |
| Beatriz Pirón    | 49 kg femminile  | 81        | 8ª         | 95        | 8ª         | 176    | 8º         |
| Crismery Santana | 87 kg femminile  | 116       | 2ª         | 140       | 4ª         | 256    |            |
| Verónica Saladín | +87 kg femminile | 111       | 6ª         | 131       | 7ª         | 242    | 7ª         |

### Taekwondo
| Atleta              | Evento          | Qualificazioni       | 16-esimi             | Quarti               | Semifinali           | Ripescaggio          | Finale               | Pos.            |
| Atleta              | Evento          | Avversario Punteggio | Avversario Punteggio | Avversario Punteggio | Avversario Punteggio | Avversario Punteggio | Avversario Punteggio | Pos.            |
| ------------------- | --------------- | -------------------- | -------------------- | -------------------- | -------------------- | -------------------- | -------------------- | --------------- |
| Bernardo Pié        | 68 kg maschile  | Bye                  | Achab V 18-11        | Zhao P 8-13          | Non qualificato      | Non qualificato      | Non qualificato      | Non qualificato |
| Moisés Hernández    | 80 kg maschile  | N.D.                 | Rafalovich P 7–17    | Non qualificato      | Non qualificato      | Non qualificato      | Non qualificato      | Non qualificato |
| Katherine Rodríguez | 67 kg femminile | N.D.                 | Kuş V 7–5            | Lee P 14-23          | Non qualificata      | Traoré P 6-11        | Non qualificata      | Non qualificata |

### Tuffi
| Atleta             | Evento                  | Preliminari | Preliminari | Semifinale | Semifinale | Finale          | Finale          |
| Atleta             | Evento                  | Punti       | Classifica  | Punti      | Classifica | Punti           | Classifica      |
| ------------------ | ----------------------- | ----------- | ----------- | ---------- | ---------- | --------------- | --------------- |
| Jonathan Ruvalcaba | Trampolino 3 m maschile | 383,05      | 18º Q       | 398,65     | 13º        | Non qualificato | Non qualificato |